# Eccellenza Lazio 2000-2001
Il campionato italiano di calcio di Eccellenza regionale 2000-2001 è stato il decimo organizzato in Italia. Rappresenta il sesto livello del calcio italiano. Il campionato si è concluso con la vittoria del Albalonga per il girone A, al suo primo titolo, e del Ferentino per il girone B, al suo secondo titolo.
Tutte le squadre iscritte al campionato di Eccellenza, assieme a quelle del campionato di Promozione, hanno diritto a partecipare alla Coppa Italia Dilettanti Lazio.

## Stagione

### Novità
Da questa stagione il campionato passa da 16 a 18 squadre per girone.

### Aggiornamenti
- Dalla Promozione vengono ammesse a completamento di organici la Maccarese, il Villanova MRS, la Nuova Montello e il Bassiano[1].
- La VJS Velletri rileva il titolo del neoretrocesso dalla Serie D Castelli Romani e si iscrive al campionato con il nome di Velletri Castelli Romani.
- Il Sabinia cambia denominazione in Sabinia Mirteto.

Di seguito la composizione dei gironi fornita dal Comitato Regionale Lazio.

## Girone A

### Squadre partecipanti
| Club                | Città (provincia)         | Stagione precedente                              |
| ------------------- | ------------------------- | ------------------------------------------------ |
| Acilia              | Acilia (RM)               | 11º posto in Eccellenza Lazio, Girone A          |
| Albalonga           | Albano Laziale (RM)       | 12º posto in Eccellenza Lazio, Girone B          |
| Casalotti Tanas     | Roma                      | 1º posto in Promozione Lazio, Girone A, promosso |
| Civita Castellana   | Civita Castellana (VT)    | 3º posto in Eccellenza Lazio, Girone A           |
| Civitavecchia       | Civitavecchia (RM)        | 17º posto in Serie D, Girone E, retrocesso       |
| Collatino           | Roma                      | 8º posto in Eccellenza Lazio, Girone A           |
| Fiumicino           | Fiumicino (RM)            | 12º posto in Eccellenza Lazio, Girone A          |
| Fregene             | Fregene (RM)              | 16º posto in Serie D, Girone E, retrocesso       |
| Fortitudo Nepi      | Nepi (RM)                 | 18º posto in Serie D, Girone E, retrocesso       |
| Guidonia            | Guidonia (RM)             | 15º posto in Serie D, Girone E, retrocesso       |
| LVPA Frascati       | Frascati (RM)             | 11º posto in Eccellenza Lazio, Girone B          |
| Maccarese           | Maccarese (RM)            | 2º posto in Promozione Lazio, Girone A, ammesso  |
| Maremmana           | Montalto di Castro (VT)   | 6º posto in Eccellenza Lazio, Girone A           |
| Sabinia Mirteto     | Poggio Mirteto (RI)       | 9º posto in Eccellenza Lazio, Girone A           |
| Santa Marinella     | Santa Marinella (RM)      | 4º posto in Eccellenza Lazio, Girone A           |
| Sorianese           | Soriano nel Cimino (VT)   | 10º posto in Eccellenza Lazio, Girone A          |
| Villalba Ocres Moca | Villalba di Guidonia (RM) | 5º posto in Eccellenza Lazio, Girone A           |
| Villanova MRS       | Guidonia (RM)             | 2º posto in Promozione Lazio, Girone B, ammessa  |

### Classifica finale
Fonte:
|  | Pos. | Squadra             | Pt | G  | V  | N  | P  | GF | GS | DR  |
|  | ---- | ------------------- | -- | -- | -- | -- | -- | -- | -- | --- |
|  | 1.   | Albalonga           | 75 | 34 | 22 | 9  | 3  | 61 | 22 | +39 |
|  | 2.   | Civita Castellana   | 66 | 34 | 19 | 9  | 6  | 49 | 21 | +28 |
|  | 3.   | Santa Marinella     | 66 | 34 | 19 | 9  | 6  | 43 | 18 | +25 |
|  | 4.   | Fiumicino           | 63 | 34 | 16 | 15 | 3  | 43 | 24 | +19 |
|  | 5.   | Villanova MRS       | 58 | 34 | 18 | 4  | 12 | 53 | 29 | +24 |
|  | 6.   | Sorianese           | 50 | 34 | 13 | 11 | 10 | 42 | 31 | +11 |
|  | 7.   | Fregene             | 49 | 34 | 13 | 10 | 11 | 41 | 44 | -3  |
|  | 8.   | Maccarese           | 45 | 34 | 11 | 12 | 11 | 35 | 37 | -2  |
|  | 9.   | LVPA Frascati       | 45 | 34 | 10 | 15 | 9  | 39 | 35 | +4  |
|  | 10.  | Collatino           | 45 | 34 | 12 | 9  | 13 | 36 | 40 | -4  |
|  | 11.  | Sabinia Mirteto     | 43 | 34 | 11 | 10 | 13 | 35 | 36 | -1  |
|  | 12.  | Villalba Ocres Moca | 43 | 34 | 10 | 13 | 11 | 35 | 37 | -2  |
|  | 13.  | Acilia              | 42 | 34 | 11 | 9  | 14 | 49 | 48 | +1  |
|  | 14.  | Casalotti Tanas     | 42 | 34 | 10 | 12 | 12 | 24 | 31 | -7  |
|  | 15.  | Civitavecchia       | 39 | 34 | 9  | 12 | 13 | 31 | 37 | -6  |
|  | 16.  | Fortitudo Nepi      | 24 | 34 | 6  | 6  | 22 | 16 | 51 | -35 |
|  | 17.  | Guidonia            | 20 | 34 | 4  | 8  | 22 | 16 | 49 | -33 |
|  | 18.  | Maremmana (-2)      | 11 | 34 | 2  | 7  | 25 | 14 | 72 | -58 |

Legenda:
      Promossa in Serie D 2001-2002.
      Ammessa ai Play-off nazionali.
      Retrocesse in Promozione Lazio 2001-2002.
Regolamento:
Tre punti a vittoria, uno a pareggio, zero a sconfitta.
Note:
La Maremmana ha scontato 2 punti di penalizzazione.
Il Civita Castellana è stata poi ripescata in Serie D 2001-2002.

## Girone B

### Squadre partecipanti
| Club                     | Città (provincia)       | Stagione precedente                                |
| ------------------------ | ----------------------- | -------------------------------------------------- |
| Anagni                   | Anagni (FR)             | 16º posto in Serie D, Girone G, retrocesso         |
| Anziolavinio             | Anzio (RM)              | 1º posto in Promozione Lazio, Girone C, promosso   |
| Atletico Formia          | Formia (LT)             | 6º posto in Eccellenza Lazio, Girone B             |
| Bassiano                 | Bassiano (LT)           | 13º posto in Eccellenza Lazio, Girone B, ripescata |
| Castel Madama            | Castel Madama (RM)      | 7º posto in Eccellenza Lazio, Girone A             |
| Cisco Tor Sapienza       | Roma                    | 1º posto in Promozione Lazio, Girone D, promosso   |
| Colleferro               | Colleferro (RM)         | 7º posto in Eccellenza Lazio, Girone B             |
| Ferentino                | Ferentino (FR)          | 2º posto in Eccellenza Lazio, Girone B             |
| Gaeta                    | Gaeta (LT)              | 10º posto in Eccellenza Lazio, Girone B            |
| Isola Liri               | Isola del Liri (FR)     | 5º posto in Eccellenza Lazio, Girone B             |
| Nuova Montello           | Borgo Montello (LT)     | 2º posto in Promozione Lazio, Girone C, ammesso    |
| Pisoniano                | Pisoniano (RM)          | 1º posto in Promozione Lazio, Girone B, promosso   |
| Pomezia                  | Pomezia (RM)            | 3º posto in Eccellenza Lazio, Girone B             |
| Pro Cisterna             | Cisterna di Latina (LT) | 18º posto in Serie D, Girone G, retrocesso         |
| Scauri Minturno          | Minturno (LT)           | 4º posto in Eccellenza Lazio, Girone B             |
| Sezze Setina             | Sezze (LT)              | 9º posto in Eccellenza Lazio, Girone B             |
| Velletri Castelli Romani | Velletri (RM)           | 7º posto in Promozione Lazio, Girone C             |
| Vis Sezze                | Sezze (LT)              | 8º posto in Eccellenza Lazio, Girone B             |

### Classifica finale
Fonte:
|  | Pos. | Squadra                  | Pt | G  | V  | N  | P  | GF | GS | DR  |
|  | ---- | ------------------------ | -- | -- | -- | -- | -- | -- | -- | --- |
|  | 1.   | Ferentino                | 84 | 34 | 25 | 9  | 0  | 78 | 18 | +60 |
|  | 2.   | Anagni                   | 61 | 34 | 18 | 7  | 9  | 48 | 29 | +19 |
|  | 3.   | Colleferro               | 60 | 34 | 17 | 9  | 8  | 37 | 24 | +13 |
|  | 4.   | Cisco Tor Sapienza       | 58 | 34 | 15 | 13 | 6  | 34 | 24 | +10 |
|  | 5.   | Anziolavinio             | 49 | 34 | 12 | 13 | 9  | 34 | 25 | +9  |
|  | 6.   | Pisoniano                | 48 | 34 | 13 | 9  | 12 | 53 | 50 | +3  |
|  | 7.   | Castel Madama            | 48 | 34 | 13 | 9  | 12 | 31 | 35 | -4  |
|  | 8.   | Vis Sezze                | 45 | 34 | 10 | 15 | 9  | 27 | 30 | -3  |
|  | 9.   | Nuova Montello           | 44 | 34 | 11 | 11 | 12 | 38 | 30 | +8  |
|  | 10.  | Atletico Formia          | 43 | 34 | 9  | 16 | 9  | 33 | 29 | +4  |
|  | 11.  | Velletri Castelli Romani | 42 | 34 | 9  | 15 | 10 | 36 | 37 | -1  |
|  | 12.  | Sezze Setina             | 42 | 34 | 10 | 12 | 12 | 29 | 32 | -3  |
|  | 13.  | Pro Cisterna             | 40 | 34 | 9  | 13 | 12 | 27 | 34 | -7  |
|  | 14.  | Isola Liri (-2)          | 40 | 34 | 11 | 9  | 14 | 29 | 38 | -9  |
|  | 15.  | Scauri Minturno          | 39 | 34 | 11 | 6  | 17 | 27 | 39 | -12 |
|  | 16.  | Bassiano                 | 34 | 34 | 7  | 13 | 14 | 19 | 33 | -14 |
|  | 17.  | Pomezia                  | 33 | 34 | 6  | 15 | 13 | 22 | 39 | -17 |
|  | 18.  | Gaeta                    | 7  | 34 | 1  | 4  | 29 | 10 | 66 | -56 |

Legenda:
      Promossa in Serie D 2001-2002.
      Ammessa ai Play-off nazionali.
      Retrocesse in Promozione Lazio 2001-2002.
Regolamento:
Tre punti a vittoria, uno a pareggio, zero a sconfitta.
Note:
L'Isola Liri ha scontato due punti di penalizzazione.